# 51星のアメリカ合衆国の国旗
51星のアメリカ合衆国の国旗（United States 51-star flag）とは、アメリカ合衆国の国旗改正案の一つで、アメリカ陸軍によって新たに提案された国旗のことである。
アメリカ合衆国は、現在50の州から成っているが、プエルトリコやコロンビア特別区などをアメリカ合衆国の51番目の州にする場合のことを予測して提案、民間では更に試作されていた。星が独立時と同じ円形になっている物と、縦と横に1列に星が配置されている現用に近い意匠の物の2種類が提案されている。どちらを使用するかは51番目の州が発足した際に決定される。

円形に星が配列された51星の星条旗